# Lissodendoryx
Lissodendoryx är ett släkte av svampdjur. Lissodendoryx ingår i familjen Coelosphaeridae.

## Dottertaxa tillLissodendoryx, i alfabetisk ordning[1][2]
- Lissodendoryx acanthostylota
- Lissodendoryx albemarlensis
- Lissodendoryx amaknakensis
- Lissodendoryx amphispinulata
- Lissodendoryx anacantha
- Lissodendoryx antarctica
- Lissodendoryx arenaria
- Lissodendoryx areolata
- Lissodendoryx atlantica
- Lissodendoryx baculata
- Lissodendoryx balanoides
- Lissodendoryx balanophilus
- Lissodendoryx basispinosa
- Lissodendoryx behringi
- Lissodendoryx bifacialis
- Lissodendoryx buchanani
- Lissodendoryx caduca
- Lissodendoryx calypta
- Lissodendoryx catenata
- Lissodendoryx cavernosa
- Lissodendoryx certa
- Lissodendoryx ciocalyptoides
- Lissodendoryx clavigera
- Lissodendoryx colombiensis
- Lissodendoryx complicata
- Lissodendoryx coralgardeniensis
- Lissodendoryx coralliophila
- Lissodendoryx corallorhizoides
- Lissodendoryx cratera
- Lissodendoryx crelloides
- Lissodendoryx damirioides
- Lissodendoryx dendyi
- Lissodendoryx derjugini
- Lissodendoryx digitata
- Lissodendoryx diversichela
- Lissodendoryx fertilior
- Lissodendoryx fibrosa
- Lissodendoryx firma
- Lissodendoryx flabellata
- Lissodendoryx florida
- Lissodendoryx foliata
- Lissodendoryx fragilis
- Lissodendoryx frondosa
- Lissodendoryx fusca
- Lissodendoryx grata
- Lissodendoryx grisea
- Lissodendoryx inaequalis
- Lissodendoryx indistincta
- Lissodendoryx infrequens
- Lissodendoryx innomata
- Lissodendoryx isodictyalis
- Lissodendoryx ivanovi
- Lissodendoryx jacksoniana
- Lissodendoryx jenjonesae
- Lissodendoryx kyma
- Lissodendoryx laxa
- Lissodendoryx lindgreni
- Lissodendoryx lissostyla
- Lissodendoryx lobosa
- Lissodendoryx loyningi
- Lissodendoryx lundbecki
- Lissodendoryx maculata
- Lissodendoryx marplatensis
- Lissodendoryx mediterranea
- Lissodendoryx microchelifera
- Lissodendoryx microraphida
- Lissodendoryx minuta
- Lissodendoryx monticularis
- Lissodendoryx multiformis
- Lissodendoryx nobilis
- Lissodendoryx noxiosa
- Lissodendoryx olgae
- Lissodendoryx oligacantha
- Lissodendoryx oxeota
- Lissodendoryx papillosa
- Lissodendoryx patagonica
- Lissodendoryx paucispinata
- Lissodendoryx plumosa
- Lissodendoryx polymorpha
- Lissodendoryx pygmaea
- Lissodendoryx ramilobosa
- Lissodendoryx rarus
- Lissodendoryx recife
- Lissodendoryx rex
- Lissodendoryx rhaphidiophora
- Lissodendoryx roosevelti
- Lissodendoryx schmidti
- Lissodendoryx sigmata
- Lissodendoryx similis
- Lissodendoryx simplex
- Lissodendoryx sophia
- Lissodendoryx stephensi
- Lissodendoryx stephensoni
- Lissodendoryx stipitata
- Lissodendoryx strongylata
- Lissodendoryx styloderma
- Lissodendoryx ternatensis
- Lissodendoryx timorensis
- Lissodendoryx topsenti
- Lissodendoryx tubicola
- Lissodendoryx tylostyla
- Lissodendoryx tylota
- Lissodendoryx variisclera
- Lissodendoryx vicina